# Kawasaki 250R Ninja

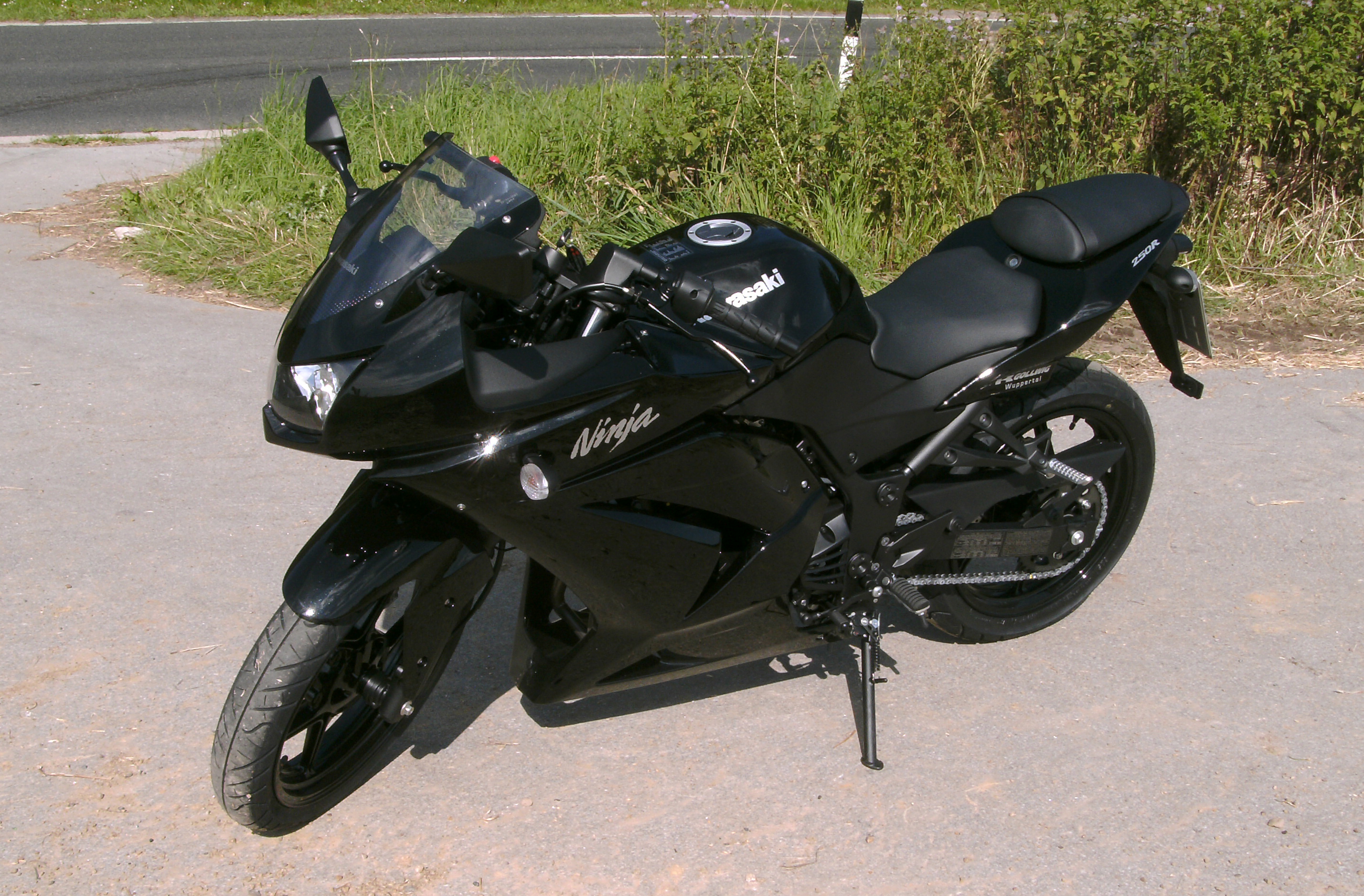
Kawasaki 250R Ninja

De Kawasaki Ninja 250R is een lichte sportieve motorfiets van het Japanse merk Kawasaki.
Het eerste model van de Ninja 250r werd gepresenteerd in 2005. Een paar jaar later in 2008 kwam de nieuwe, rondere versie van deze motorfiets.
De Ninja 250r is een lichte sportmotorfiets die geschikt is voor de beginnende motorrijder. Het motortype is een 249,7cc parallel-twin met 4 kleppen per cilinder. Het is een injectiemotor. Deze motorfiets haalt een topsnelheid van 175 km/h.
De motor zelf is ook beter gevorderd dan de 2005 versie. Deze motorfiets wordt veel gebruikt door beginnende motorrijders. De droge massa is 142.9 kilogram. De rijklare massa is 147.9 kilogram.